# Un Crăciun în nori
Un Crăciun în nori (titlu original: Christmas in the Clouds) este un film american de Crăciun  din 2001 regizat de Kate Montgomery. Rolurile principale au fost interpretate de actorii Graham Greene și M. Emmet Walsh.
Prezentat la Festivalul de Film Sundance din 2001, filmul a continuat să primească premiul Cel mai bun film la Festivalul de Film de la Austin și Cel mai bun film despre nativi americani la Festivalul de Film de la Santa Fe. Filmul a fost lansat în cinematografe și pe DVD în 2005. 

## Prezentare
Acțiunea filmului are loc într-o stațiune de schi deținută și operată de un trib de nativi americani.

## Distribuție
- Timothy Vahle - Ray Clouds on Fire
- Sam Vlahos - Joe Clouds on Fire
- Mariana Tosca - Tina Littlehawk
- M. Emmet Walsh - Stu O'Malley
- Graham Greene - Earl
- Sheila Tousey - Mary
- Rita Coolidge - Mabel
- Rosalind Ayres- Ramona

## Premii
| An   | Premiu                 | Câștigător/Nominalizare             | Categorie                        | Rzuultat |
| ---- | ---------------------- | ----------------------------------- | -------------------------------- | -------- |
| 2001 | Austin Film Festival   | Kate Montgomery (regizor/scenarist) | Best Competition Feature Film    | Câștigat |
| 2001 | Santa Fe Film Festival | Kate Montgomery                     | Best Native American-Themed Film | Câștigat |